# Skisprung-Grand-Prix 2007
Der Skisprung-Grand-Prix 2007 (offizielle Bezeichnung: FIS Grand Prix Skispringen 2007) war eine vom Weltskiverband FIS zwischen dem 11. August 2007 und dem 6. Oktober 2007 ausgetragene Wettkampfserie im Skispringen. Der an acht verschiedenen Orten in Europa und Asien ausgetragene Grand-Prix bestand aus einem Team- und zehn Einzelwettbewerben, davon fanden neun Wettbewerbe in Europa und zwei in Asien  statt. Den Sieg in der Gesamtwertung konnte der Österreicher Thomas Morgenstern vor dem polnischen Titelverteidiger Adam Małysz und dem Österreicher Gregor Schlierenzauer erringen. Die Nationenwertung gewann zum siebten Mal in Folge Österreich, vor den Teams aus Polen und Deutschland.

## Ergebnisse und Wertungen

### Grand-Prix Übersicht
| Datum                               | Austragungsort                      | Schanze                             | Bemerkung                           | Sieger                                                                            | Zweiter                                                      | Dritter                                                        |
| ----------------------------------- | ----------------------------------- | ----------------------------------- | ----------------------------------- | --------------------------------------------------------------------------------- | ------------------------------------------------------------ | -------------------------------------------------------------- |
| 11.8.2007                           | Hinterzarten                        | Adlerschanze HS108                  | Team                                | ÖsterreichWolfgang Loitzl Thomas Morgenstern Andreas Kofler Gregor Schlierenzauer | FinnlandJanne Happonen Harri Olli Kalle Keituri Janne Ahonen | TschechienAntonín Hájek Roman Koudelka Martin Cikl Jakub Janda |
| 4-Nations-Grand-Prix:               |                                     |                                     |                                     |                                                                                   |                                                              |                                                                |
| 12.8.2007                           | Hinterzarten                        | Adlerschanze HS108                  |                                     | Thomas Morgenstern                                                                | Adam Małysz                                                  | Gregor Schlierenzauer                                          |
| 14.8.2007                           | Courchevel                          | Tremplin du Praz HS132              |                                     | Bjørn Einar Romøren                                                               | Adam Małysz                                                  | Georg Späth                                                    |
| 16.8.2007                           | Pragelato                           | Stadio del Trampolino HS140         | Nacht                               | Gregor Schlierenzauer                                                             | Thomas Morgenstern                                           | Adam Małysz                                                    |
| 18.8.2007                           | Einsiedeln                          | AKAD-Schanze HS117                  |                                     | Thomas Morgenstern                                                                | Adam Małysz                                                  | Jernej Damjan                                                  |
| 4-Nations-Grand-Prix-Gesamtwertung: | 4-Nations-Grand-Prix-Gesamtwertung: | 4-Nations-Grand-Prix-Gesamtwertung: | 4-Nations-Grand-Prix-Gesamtwertung: | Thomas Morgenstern                                                                | Adam Małysz                                                  | Gregor Schlierenzauer                                          |
| 24.8.2007                           | Zakopane                            | Wielka Krokiew HS134                | Nacht                               | Thomas Morgenstern                                                                | Wolfgang Loitzl                                              | Adam Małysz                                                    |
| 25.8.2007                           | Zakopane                            | Wielka Krokiew HS134                | Nacht                               | Adam Małysz                                                                       | Thomas Morgenstern                                           | Wolfgang Loitzl                                                |
| 8.9.2007                            | Hakuba                              | Hakuba-Schanzen HS131               |                                     | Andreas Küttel                                                                    | Shōhei Tochimoto                                             | Noriaki Kasai                                                  |
| 9.9.2007                            | Hakuba                              | Hakuba-Schanzen HS131               |                                     | Shōhei Tochimoto                                                                  | Andreas Küttel                                               | Noriaki Kasai                                                  |
| 3.10.2007                           | Oberhof                             | Hans-Renner-Schanze HS140           |                                     | Kamil Stoch                                                                       | Jernej Damjan                                                | Thomas Morgenstern                                             |
| 6.10.2007                           | Klingenthal                         | Vogtland Arena HS140                |                                     | Gregor Schlierenzauer                                                             | Pawel Karelin                                                | Anders Jacobsen                                                |

### Wertungen
| Rang | Name                  | Punkte |
| ---- | --------------------- | ------ |
| 01   | Thomas Morgenstern    | 569    |
| 02   | Adam Małysz           | 460    |
| 03   | Gregor Schlierenzauer | 417    |
| 04   | Andreas Küttel        | 362    |
| 05   | Jernej Damjan         | 303    |
| 06   | Wolfgang Loitzl       | 299    |
| 07   | Shōhei Tochimoto      | 273    |
| 08   | Simon Ammann          | 271    |
| 09   | Andreas Kofler        | 230    |
| 10   | Georg Späth           | 199    |
| 11   | Michael Neumayer      | 198    |
| 12   | Kamil Stoch           | 181    |
| 13   | Martin Schmitt        | 166    |
| 14   | Denis Kornilow        | 151    |
| 15   | Noriaki Kasai         | 147    |
| 16   | Harri Olli            | 132    |
| 17   | Janne Happonen        | 129    |
| 18   | Anders Jacobsen       | 114    |
| 19   | Roar Ljøkelsøy        | 109    |
| 20   | Daiki Itō             | 107    |
| 21   | Taku Takeuchi         | 105    |
| 22   | Bjørn Einar Romøren   | 104    |
| 23   | Pawel Karelin         | 098    |
| 24   | Primož Pikl           | 097    |
| 25   | Martin Koch           | 094    |
| 26   | Janne Ahonen          | 084    |
| 27   | Bastian Kaltenböck    | 082    |
| 28   | Roman Koudelka        | 079    |

| Rang | Name                 | Punkte |
| ---- | -------------------- | ------ |
| 29   | Dmitri Wassiljew     | 078    |
| 30   | Choi Yong-jik        | 072    |
| 31   | Ilja Rosljakow       | 070    |
| 32   | Marcin Bachleda      | 060    |
|      | David Lazzaroni      | 060    |
| 34   | Stephan Hocke        | 058    |
| 35   | Piotr Żyła           | 056    |
|      | Martin Cikl          | 056    |
| 37   | Veli-Matti Lindström | 054    |
| 38   | Takanobu Okabe       | 052    |
|      | Michael Möllinger    | 052    |
|      | Dmitri Ipatow        | 052    |
| 41   | Radik Schaparow      | 051    |
| 42   | Wojciech Skupień     | 050    |
| 43   | Matti Hautamäki      | 047    |
| 44   | Sigurd Pettersen     | 045    |
|      | Rafał Śliż           | 045    |
| 46   | Tom Hilde            | 043    |
| 47   | Fumihisa Yumoto      | 041    |
| 48   | Maciej Kot           | 037    |
| 49   | Jakub Janda          | 034    |
| 50   | Rok Urbanc           | 032    |
| 51   | Gregory Baxter       | 030    |
|      | Anders Bardal        | 030    |
| 53   | Jan Matura           | 029    |
| 54   | Jurij Tepeš          | 027    |
|      | Emmanuel Chedal      | 027    |
|      | Jure Bogataj         | 027    |

| Rang | Name                | Punkte |
| ---- | ------------------- | ------ |
| 57   | Martin Höllwarth    | 026    |
| 58   | Sebastian Colloredo | 024    |
|      | Andrea Morassi      | 024    |
| 60   | Keita Umezaki       | 022    |
|      | Arttu Lappi         | 022    |
| 62   | Andreas Arén        | 021    |
| 63   | Christian Ulmer     | 018    |
|      | Ville Larinto       | 018    |
| 65   | Kenshirō Itō        | 014    |
|      | Choi Heung-chul     | 014    |
|      | Arthur Pauli        | 014    |
| 68   | Erik Simon          | 012    |
| 69   | Robert Kranjec      | 011    |
|      | Jon Aaraas          | 011    |
| 71   | Balthasar Schneider | 010    |
| 72   | Guido Landert       | 008    |
|      | Antonín Hájek       | 008    |
|      | Kai Kovaljeff       | 008    |
| 75   | Stefan Thurnbichler | 007    |
| 76   | Andreas Widhölzl    | 006    |
| 77   | Mario Innauer       | 005    |
|      | Yoshihiko Osanai    | 005    |
| 79   | Isak Grimholm       | 004    |
|      | Kang Chil-gu        | 004    |
| 81   | Stefan Read         | 002    |
|      | Antoine Guignard    | 002    |
| 83   | Robert Mateja       | 001    |
|      | Kalle Keituri       | 001    |

| Endstand nach 11 Springen |             |        |
| \| Rang \| Land \| Punkte \| \| ---- \| ----------- \| ------ \| \| 01 \| Österreich \| 2159 \| \| 02 \| Polen \| 0990 \| \| 03 \| Deutschland \| 0901 \| \| 04 \| Schweiz \| 0895 \| \| 05 \| Japan \| 0866 \| \| 06 \| Finnland \| 0845 \| \| 07 \| Russland \| 0599 \| \| 08 \| Tschechien \| 0506 \| \| 09 \| Slowenien \| 0497 \| \| 10 \| Norwegen \| 0456 \| \| 11 \| Südkorea \| 0090 \| \| 12 \| Frankreich \| 0087 \| \| 13 \| Kasachstan \| 0051 \| \| 14 \| Italien \| 0048 \| \| 15 \| Kanada \| 0032 \| \| 16 \| Schweden \| 0025 \| |             |        |
| Rang | Land        | Punkte |
| 01 | Österreich  | 2159   |
| 02 | Polen       | 0990   |
| 03 | Deutschland | 0901   |
| 04 | Schweiz     | 0895   |
| 05 | Japan       | 0866   |
| 06 | Finnland    | 0845   |
| 07 | Russland    | 0599   |
| 08 | Tschechien  | 0506   |
| 09 | Slowenien   | 0497   |
| 10 | Norwegen    | 0456   |
| 11 | Südkorea    | 0090   |
| 12 | Frankreich  | 0087   |
| 13 | Kasachstan  | 0051   |
| 14 | Italien     | 0048   |
| 15 | Kanada      | 0032   |
| 16 | Schweden    | 0025   |